# Blaubeuren
Blaubeuren este un oraș din landul Baden-Württemberg, Germania.